# 索爾姆斯-布勞恩費爾斯
索爾姆斯-布勞恩費爾斯（Solms-Braunfels）是德國歷史上的神聖羅馬帝國諸多邦國之一，由索爾姆斯家族的長系（布勞恩費爾斯系）統治，首府位於黑森的布勞恩費爾斯。索爾姆斯-布勞恩費爾斯的君主原本為伯爵，1742年獲晉升為帝國親王。

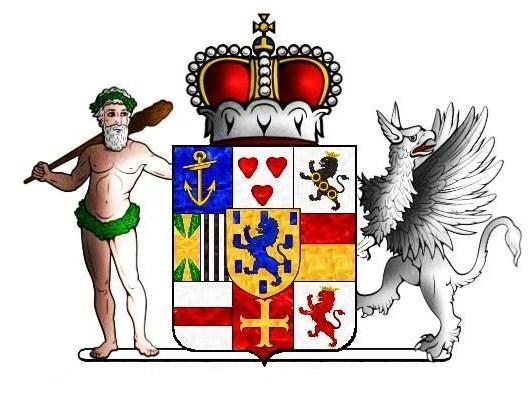
索爾姆斯-布勞恩費爾斯徽章

## 統治者

### 伯爵
- 伯恩哈德一世，1312－1349
- 奧托一世，1349－1410
- 伯恩哈德二世，1410－1459
- 奧托二世，1459－1504
- 伯恩哈德三世，1504－1547
- 菲利普，1547－1581
- 康拉德，1581－1592
- 約翰·阿爾布雷希特一世，1592－1623
- 康拉德·路德維希，1623－1635
- 約翰·阿爾布雷希特二世，1635－1648
- 亨德里克·特拉耶蒂努斯（英语：Hendrik Trajectinus, Count of Solms），1648－1693
- 威廉·莫里茲，1693－1720
- 腓特烈·威廉，1720－1742

### 親王
- 腓特烈·威廉，1742－1761
- 斐迪南一世，1761－1783
- 威廉，1783－1837
- 斐迪南二世，1837－1873
- 恩斯特，1873－1880
- 格奧爾格，1880－1891
- 格奧爾格·腓特烈，1891－1918